# Juan Carlos Rodríguez Vega
Juan Carlos Rodríguez Vega (castellà: Juan Rodríguez Vega)  (Santiago de Xile, 16 de gener de 1944 - 1 de setembre de 2021) va ser un futbolista xilè.

## Selecció de Xile
Va formar part de l'equip xilè a la Copa del Món de 1974.